# レイ・ブラシエ
レイ・ブラシエ（Ray Brassier, 1965年 - ）は、イギリス出身の哲学者であり、レバノンにあるベイルート・アメリカン大学の哲学科教員である。実在論についての仕事で知られる。過去には、ミドルセックス大学の近代ヨーロッパ哲学研究センターの研究員も務めた。
ブラシエは『Nihil Unbound: Enlightenment and Extinction』（原文英語）の著者であり、アラン・バディウの『Saint Paul: The Foundation of Universalism and Theoretical Writings』、クァンタン・メイヤスーの『After Finitude: An Essay on the Necessity of Contingency』をフランス語から英語へ翻訳した。当初はフランソワ・ラリュエル研究の第一人者として世に出た。
ブラシエはフランス系スコットランド人の血を引くイギリス人で、姓の「Brassier」はフランス語の発音で「ブラシエ」と読む。

## 略歴
- 1995年：ノース・ロンドン大学卒業、学士（BA）
- 1997年：ウォーリック大学大学院修士課程修了、修士（MA）
- 2001年：ウォーリック大学大学院博士課程修了、博士（Ph.D.）博士論文題目：Alien theory : the decline of materialism in the name of matter[2]

## 業績
クァンタン・メイヤスー、グレアム・ハーマン、イアン・ハミルトン・グラントらと並んで、ブラシエは思弁的実在論を奉ずる代表的な哲学者であり、新カント主義的な批判的観念論、現象学、ポストモダニズム、脱構築主義、またより一般的に「相関主義（correlationism）」と呼ばれる立場からの挑戦に抗して、哲学的実在論を堅固に擁護することに関心を持っている。ブラシエは「思弁的実在論（speculative realism）」という概念を考案した人物として知られており、メイヤスーが自らの立場に付けた名称である「思弁的唯物論（matérialisme spéculatif）」という言葉遣いにならったものとされる。
しかしながら、ブラシエは自身が思弁的実在論運動の一翼を担っているとは考えておらず、またそもそもそのような運動が存在することも否定している。「『思弁的実在論運動』なるものは、私が全く共感を抱かないアジェンダを掲げるブログ執筆者たちが抱く妄想の中にしか存在しません。汎心論的な形而上学とプロセス哲学を少々まぶしたアクターネットワーク理論を支持するブログ執筆者たちのことです。インターネットが真剣な哲学的議論のメディアとして適切だとは信じておりませんし、またブログを使ってネット上で哲学的運動をでっち上げ、何でも信じこみやすい大学院生たちの方向を誤った情熱を搾取することが許されるとも思いません。ドゥルーズは、つまるところ哲学の最も基本的な課題は愚かさを妨げることだと言っていますが、私はそれに賛成します。なので、ネット上で愚かさの乱交を生み出したことが最大の達成であるような『運動』に、哲学的な利点はほとんど見出すことはできません」。
現代哲学の多くは、「啓蒙の論理である脱呪術化からニヒリズムの『脅威』を食い止めるために、人間の実存を特徴づける性質である意味の経験を保護」しようと試みているが、ブラシエはこの傾向に対して強烈な批判を投げかけている。彼によれば、とりわけマルティン・ハイデッガーやルートヴィヒ・ウィトゲンシュタインから影響を受けた哲学者たちの間にこういった傾向がみられるという。ジョン・マクダウェルのような主流の哲学者は、世界を「再呪術化」しようとしているのに対して、ブラシエの仕事は「ニヒリズムを究極の帰結にまで推し進め」ようとするものである。
ブラシエによれば、「世界の脱呪術化は、啓蒙によって『存在の大いなる連鎖』が粉砕され、『世界という書物』が摩損するというプロセスの帰結であると理解される。それは、理性のもつ輝かしい能力がもたらした必然的な帰結であり、災禍による衰退などではなく、知的発見の爽快なベクトルなのである」。ブラシエはこうも述べている。「哲学は、存在の意味、人生の目的、あるいは人と自然の失われた調和を回復する必要があるなどという指令を出すのは、もうやめた方がよい。哲学は、人間の自尊心に生じる哀れな苦痛に投与される鼻薬以上の何かであろうと努力すべきだ。ニヒリズムは実存的な窮地などではなく、思弁的な好機なのである」 。
ブラシエの著作は、戦後のフランス哲学の要素と、（大半は英米哲学における）哲学的自然主義、認知科学、神経哲学の伝統から得られたアイデアを融合させようとするものである。したがって、フランスの哲学者であるフランソワ・ラリュエル、アラン・バディウ、クァンタン・メイヤスーたちだけでなく、ポール・チャーチランド、トーマス・メッツィンガー、スティーヴン・ジェイ・グールドなどからも強い影響を受けている。加えて、ほとんどの場合否定的にではあるが、ジル・ドゥルーズ、エドムント・フッサール、マルティン・ハイデッガーの著作にも言及している。
ブラシエの著作はしばしば、ニヒリズムとペシミズムの現代哲学と関連付けられている。TVドラマシリーズ『True Detective』の脚本家ニック・ピゾラットはあるインタビューにて、ブラシエの『Nihil Unbound』の影響を受けたと語っている。なお、ピゾラットが影響を受けた著作としては他に、トーマス・リゴッティ『The Conspiracy Against the Human Race』、ジム・クローフォード『Confessions of an Antinatalist』、ユージーン・サッカー『In The Dust of This Planet』、デイヴィッド・ベネイター『Better Never To Have Been』がある。

## 著作
単著
- Nihil Unbound: Enlightenment and Extinction (London: Palgrave Macmillan, 2007)

翻訳書（フランス語から英語への翻訳業績）
- Alain Badiou, Saint Paul: The Foundation of Universalism, transl. by Ray Brassier (Stanford: Stanford University Press, 2003).
- Alain Badiou, Theoretical Writings, transl. by Ray Brassier & Alberto Toscano (New York: Continuum, 2004).
- Jean-Luc Nancy, "Philosophy without Conditions," transl. by Ray Brassier, collected in Think Again: Alain Badiou and the Future of Philosophy, ed. Peter Hallward (Great Britain: MPG Books, 2004).
- Quentin Meillassoux, After Finitude: An Essay on the Necessity of Contingency, transl. by Ray Brassier (New York: Continuum, 2008).